# Dialeurodes chittendeni
Dialeurodes chittendeni är en insektsart som beskrevs av Robert Malcolm Laing 1928. Dialeurodes chittendeni ingår i släktet Dialeurodes, och familjen mjöllöss. Arten är reproducerande i Sverige.